# Telmatosaurus
Telmatosaurus („Sumpfechse“) ist eine Gattung der Vogelbeckendinosaurier (Ornithischia) aus der Gruppe der Hadrosauridae („Entenschnabeldinosaurier“). Fossilfunde stammen aus der späten Oberkreide (Maastrichtium) von Rumänien, Frankreich und möglicherweise auch Spanien. Einzige bislang wissenschaftlich beschriebene Art ist T. transsylvanicus. Die bislang bekannten Telmatosaurus-Exemplare gehören zu den wenigen in Europa entdeckten Fossilien von Hadrosauriden.

## Merkmale
Telmatosaurus ist von fünf bis zehn bruchstückhaft erhaltenen Schädeln her bekannt, sowie von einigen mit diesen zusammen gefundenen Elementen des postcranialen Skeletts (Wirbel, Elemente des Schultergürtels, Extremitätenknochen).
Mit ungefähr fünf Metern Länge ist Telmatosaurus ein relativ kleiner Hadrosaurier. Er hat einen hohen Schädel, ähnlich wie Gryposaurus, besitzt allerdings im Gegensatz zu diesem kein breites, als „Entenschnabel“ ausgebildetes Prämaxillare, sondern eine eher schmale vordere Schnauzenpartie, ähnlich wie Iguanodon oder Camptosaurus.
Aufgrund von Eifunden könnte Telmatosaurus 14 runde Eier mit einem Durchmesser von etwa 150 mm in vier linearen Clustern von jeweils zwei bis vier Eiern gelegt haben, wobei die einzelnen Ablagestellen jeweils etwa 0,5 m voneinander entfernt waren.

## Taxonomische Geschichte
Die Typusart Telmatosaurus transsylvanicus wurde im Jahr 1900 von Franz Nopcsa als „Limnosaurus transsylvanicus“ beschrieben. Da der Gattungsname „Limnosaurus“ jedoch bereits 1871 von Othniel Marsh für ein fossiles Krokodil vergeben worden war, änderte Nopcsa 1903 die Gattungsbezeichnung in den noch heute gültigen Namen Telmatosaurus.

## Fundstellen
Dieser Erstfund stammte aus der Lokalität Sânpetru im Kreis Hunedoara im westlichen Rumänien („Siebenbürgen“). In dem Gebiet, das während der Oberkreide eine Insel war, wurden in zahlreichen Grabungen eine Reihe weiterer Dinosaurierfossilien entdeckt, darunter der Sauropode Magyarosaurus, der Ankylosaurier Struthiosaurus transsylvanicus, der wahrscheinlich bei den Iguanodontia einzuordnende Rhabdodon priscus sowie nicht eindeutig identifizierbare Überreste von Theropoden („Megalosaurus hungaricus“).
Zwei weitere Fundstellen fossiler Telmatosaurus-Überreste liegen in Frankreich. In der Grès de Saint-Chinian im Département Hérault wurde Telmatosaurus gemeinsam mit Hypselosaurus priscus (Sauropoda), Rhabdodon priscus und nicht näher bestimmbaren Theropodenresten („Megalosaurus pannoniensis“) gefunden. Die gleichen Taxa sowie der Sauropode Titanosaurus indicus kommen zusammen mit Telmatosaurus in der Grès à Reptiles im Département Var vor. Ob es sich bei Hadrosaurierfunden in der Provinz Lleida in Nordspanien ebenfalls um Telmatosaurus handelt, ist unklar. Die Begleitfauna bestand auch hier aus den oben genannten Taxa (abzüglich der Theropoden) sowie einem weiteren Hadrosaurier, der mittlerweile in die Gattung Orthomerus gestellt wird.

## Systematik

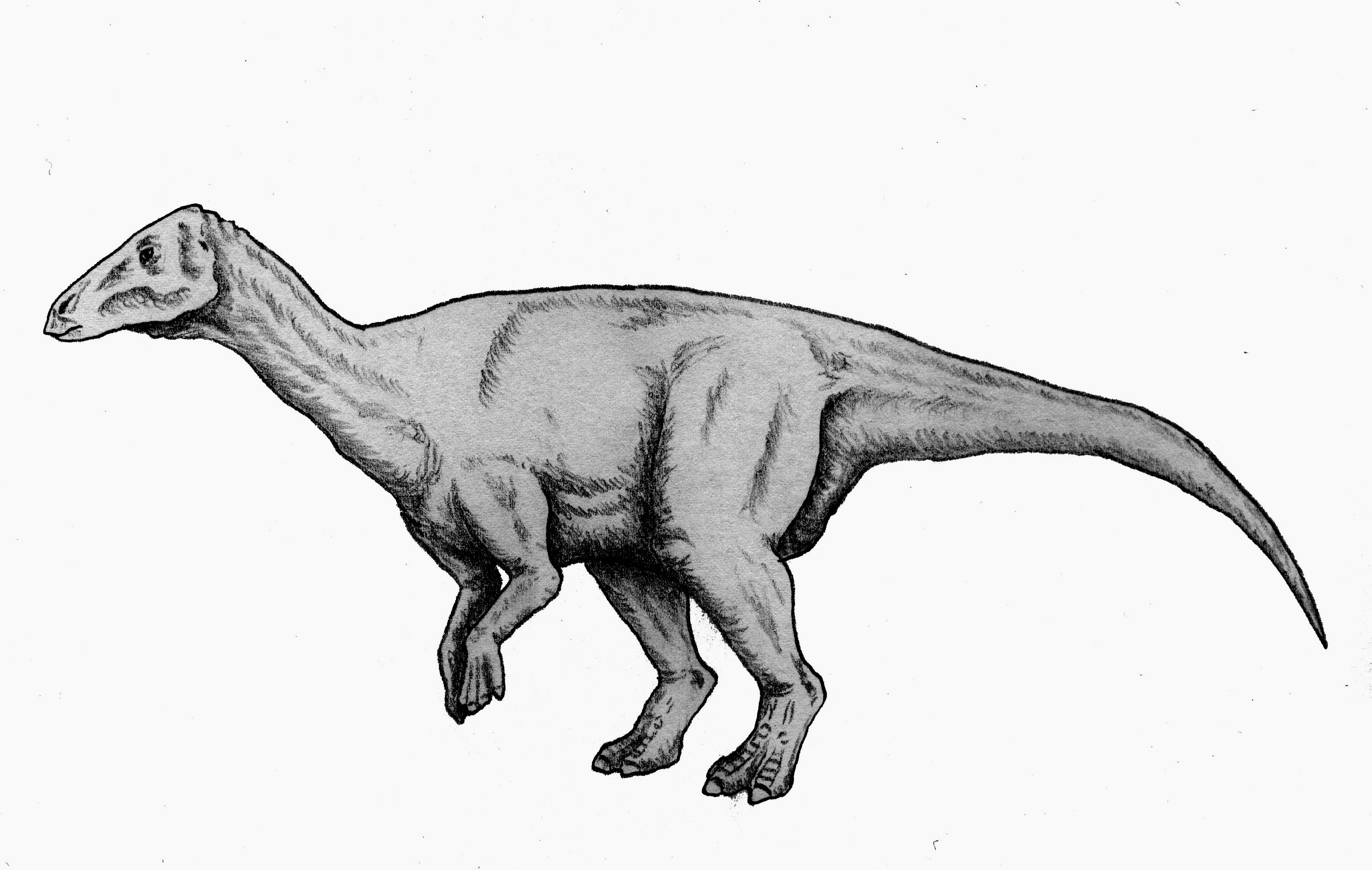
Zeichnerische Rekonstruktion von Telmatosaurus

Telmatosaurus wird als ursprünglichste Gattung der Hadrosaurier betrachtet und besitzt entsprechend neben den für alle Hadrosaurier geltenden Merkmalen (Synapomorphien) keine abgeleiteten Merkmale anderer Hadrosauriergruppen. Gegenüber Gilmoreosaurus, der nur wenig mehr abgeleitet ist als Telmatosaurus, besitzt er beispielsweise noch relativ breite „Backenzähne“, die denen ursprünglicherer Ornithopoden ähneln.
Innerhalb der Gattung wird zurzeit nur die Typusart Telmatosaurus transsylvanicus (Nopcsa, 1900) als gültig betrachtet. Telmatosaurus cantabrigiensis (Lydekker, 1888), ursprünglich als „Trachodon cantabrigiensis“ beschrieben, wird als Nomen dubium betrachtet. Gleiches gilt für Telmatosaurus dolloi (Seeley, 1883), ursprünglich „Orthomerus dolloi“.